# No Quarter
No Quarter är en låt skriven av Jimmy Page, John Paul Jones och Robert Plant, framförd av Led Zeppelin på albumet Houses of the Holy släppt 1973. Låten spelades mycket flitigt under liveframträdanden av Led Zeppelin, så även vid gruppens återföreningsspelning i O2-arenan, London den 10 december 2007.
Det är en av de få låtar som Led Zeppelin gjorde, som kan klassas som progressiv rock snarare än hårdrock.